# Опекотина настала трењем
Опекотина настала трењем или фрикцијом настала опекотина, је врста термичке повреде узроковано контактом са било којом чврстом површином као што су путеви, бетонске стазе, теписи, подови у спортским халама или домовима, степеништа итд.

## Епидемиологија
Опекотине изазване трењем најчешће су на кожи код спортиста и деце због падова на спортским теренима или у контакту са спортским справама. 
Мотоциклисти или бициклисти такође често задобијају ову врсту повреда, ако не носе заштитну одећу.
Током сексуалног односа или мастурбације могу настати опекотине пениса.

## Етиологија
Опекотине изазване трењем настају стругањем (абразијом или фрикцијом) која након што се претвара у топлоту спаљује површину са којом је у контакту.
Опекотина може настати и на пенису након јаког трљања укрућеног пениса - било током секса или мастурбације, Наиме ако се у тим ситуација створи довољно топлоте она може довести не само до ерозије већ и до опекотине. која се манифестује интензивним црвенило и печењем и другим нелагодностима, попут уобичајених сексуално преносивих и других инфекција.

## Терапија
Најбољи лек за опекотин настале трење је време и мировање. Незнатна опекотине зарастају за недељу дана.
Током терапије треба носити лабаво приањајуће доње рубље и панталоне, ако је опекотина на покривеним деловима тела. 
По потреби нанесе се благи овлаживачи на коже попут, вазелина или креме алое вера. Ако доже до инфекције коже могу се применити антибиотске масти
Ако је опекотина нсатала на пенису пацијент се треба уздржавате од сексуалне активности и мастурбације док се кожица пениса сасвим не излечи. 
Ако се пребрзо настави са активностима, то може погоршати симптоме опекотине или довести до даљих компликација